# Dragon Ball Z: Kakarot
Dragon Ball Z: Kakarot (ドラゴンボールZ カカロット, Doragon Bōru Zetto Kakarotto) é um jogo eletrônico de RPG de ação em mundo aberto desenvolvido pela CyberConnect2 e publicado pela Bandai Namco Entertainment. Baseado na franquia Dragon Ball, foi lançado em 17 de janeiro de 2020 para Microsoft Windows, PlayStation 4 e Xbox One e no dia 24 de setembro de 2021 para Nintendo Switch. O criador de Dragon Ball, Akira Toriyama projetou Bonyū (ボニュー), uma nova personagem original para o jogo. O jogo vendeu mais de 1,5 milhão de cópias em sua primeira semana de lançamento, tornando-se um grande sucesso. Até março de 2020, o jogo já vendeu mais de 2 milhões de cópias mundialmente.
Possui já vários DLCs lançados:
- A New Power Awakens (Part 1)
- A New Power Awakens (Part 2)
- Trunks - The Warrior of Hope
- Bardock – Alone Against Fate
- 23rd Tenkaichi Budokai (anunciado)